# Варапелин
Варапелин — река на Дальнем Востоке России, протекает по территории Анадырского района Чукотского АО. Длина — 54 км.
Протекает в узкой межгорной долине Корякского нагорья в направлении на юго-восток, впадает в Хатырку слева.
Притоки — Индианка, Хребтовая, Перевальная, Фаунный, Утиная, Майский, Трезубец, Мутная. Протекает через озеро Варапелин.
Название в переводе с чукот. Варэпэлян — «брошенные жерди от яранги». Близ реки находилось заброшенное становище, жители которого умерли от эпидемии, потому местные чукчи обходили его стороной.